# Exbibit
Exbibit (Eib), tidigare ofta tvetydigt kallad exabit (Eb) är en informationsenhet som motsvarar 1 152 921 504 606 847 000 (260 = 10246) bit. Namnet kommer av det binära prefixet exbi (Ei) och bit (b). Enheten ingår inte i internationella måttenhetssystemet, men sanktioneras av IEC.
Exbibit är relaterat till enheten exabit, som antingen definieras som en exbibit eller en triljon bit. Exbibit kan användas istället för exabit när man vill specificera 260 bit, för att undvika tvetydighet bland de olika värdena av exabit.